# 2499 Brunk
A 2499 Brunk (ideiglenes jelöléssel 1978 VJ7) a Naprendszer kisbolygóövében található aszteroida. Eleanor F. Helin és Schelte J. Bus fedezte fel 1978. november 7-én.